# Kathedrale von Besançon

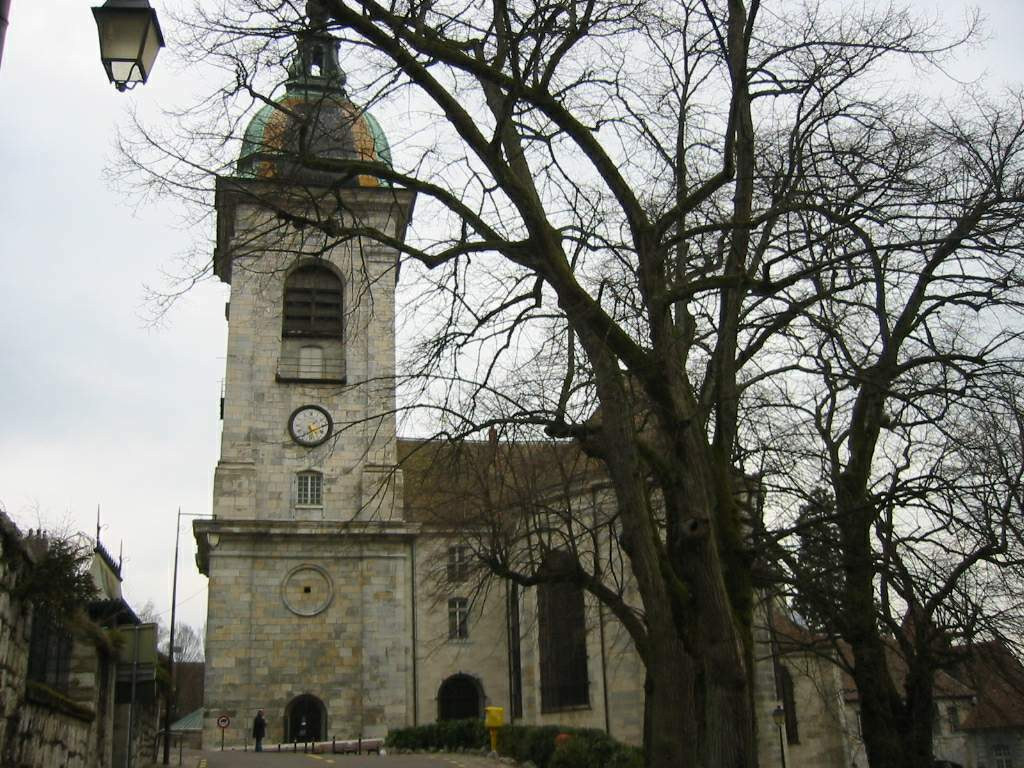
Kathedrale von Besançon

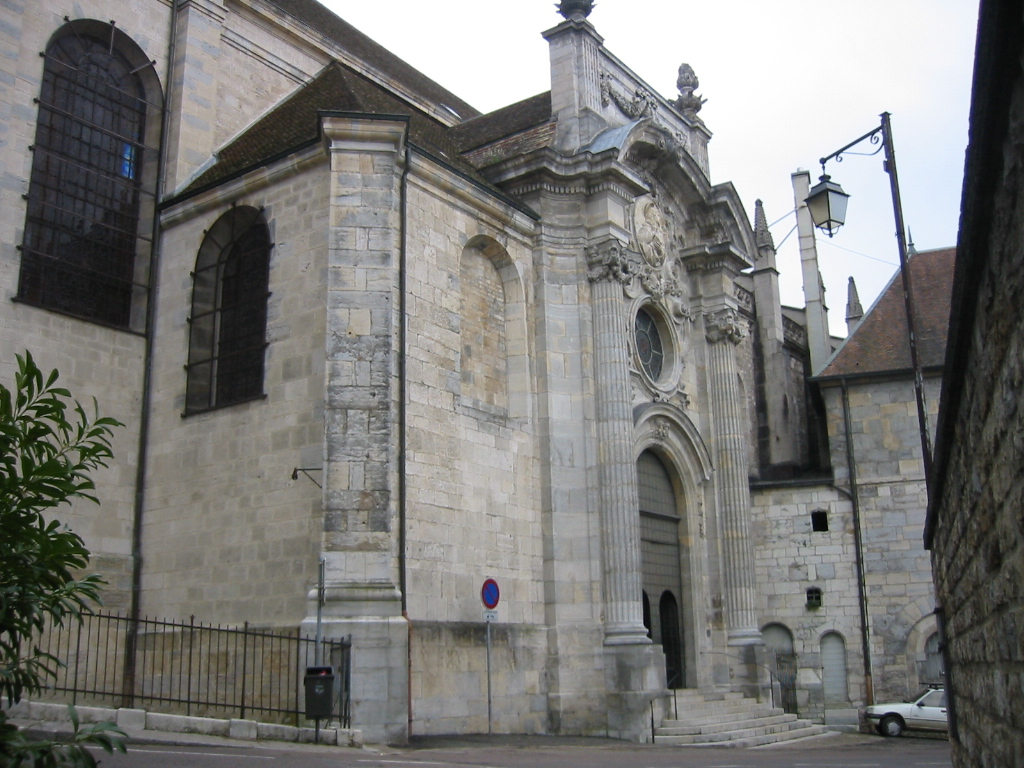
Barockportal

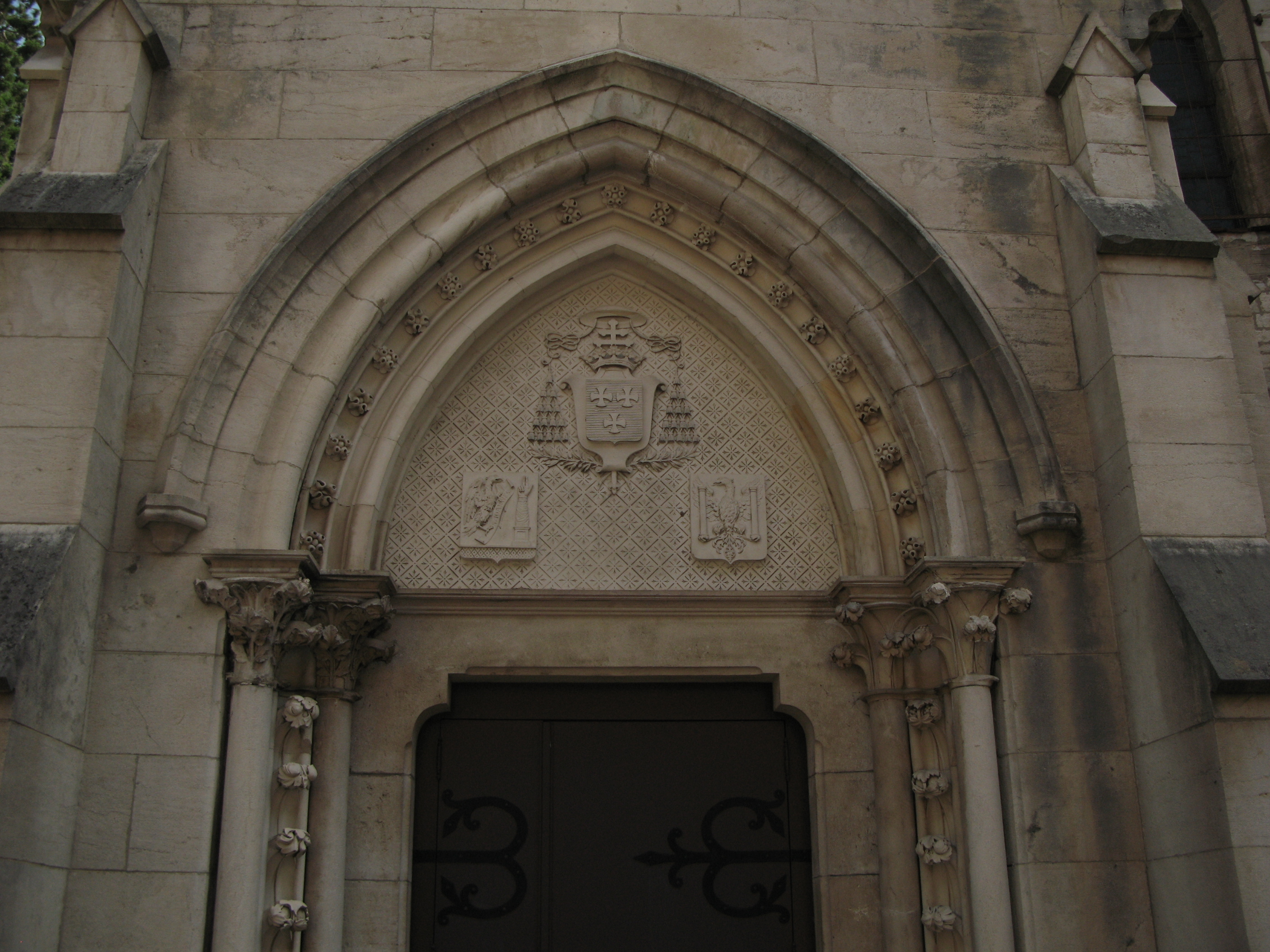
Westportal

Die St.-Johannes-Kathedrale von Besançon (französisch Cathédrale Saint-Jean) ist eine römisch-katholische Kathedrale in der französischen Stadt Besançon. Die Kathedrale ist Amtssitz des Erzbischofs von Besançon. Sie ist Johannes dem Täufer geweiht und erhielt 1877 den Titel einer Basilica minor.

## Geschichte
Die Kathedrale liegt nahe am Fuße des Berges Mont Saint-Étienne, unterhalb der Zitadelle. An der Ostseite der Kathedrale liegt das im 16. Jahrhundert entstandene Tor Porte Rivotte, das über zwei runde Türme sowie Fußwege aus dem 19. Jahrhundert verfügt. In der Nähe steht die Porte Noire, ein mit zahlreichen Skulpturen versehener römischer Triumphbogen aus dem 2. Jahrhundert.
Die zwischen dem 11. und 13. Jahrhundert entstandene Kathedrale ist eine Basilika mit breitem Mittelschiff und zwei schmaleren Seitenschiffen. Im 18. Jahrhundert wurden nach einem Erdrutsch große Teile vor allem des Westbaus erneuert. Auch der Turm ist barock.

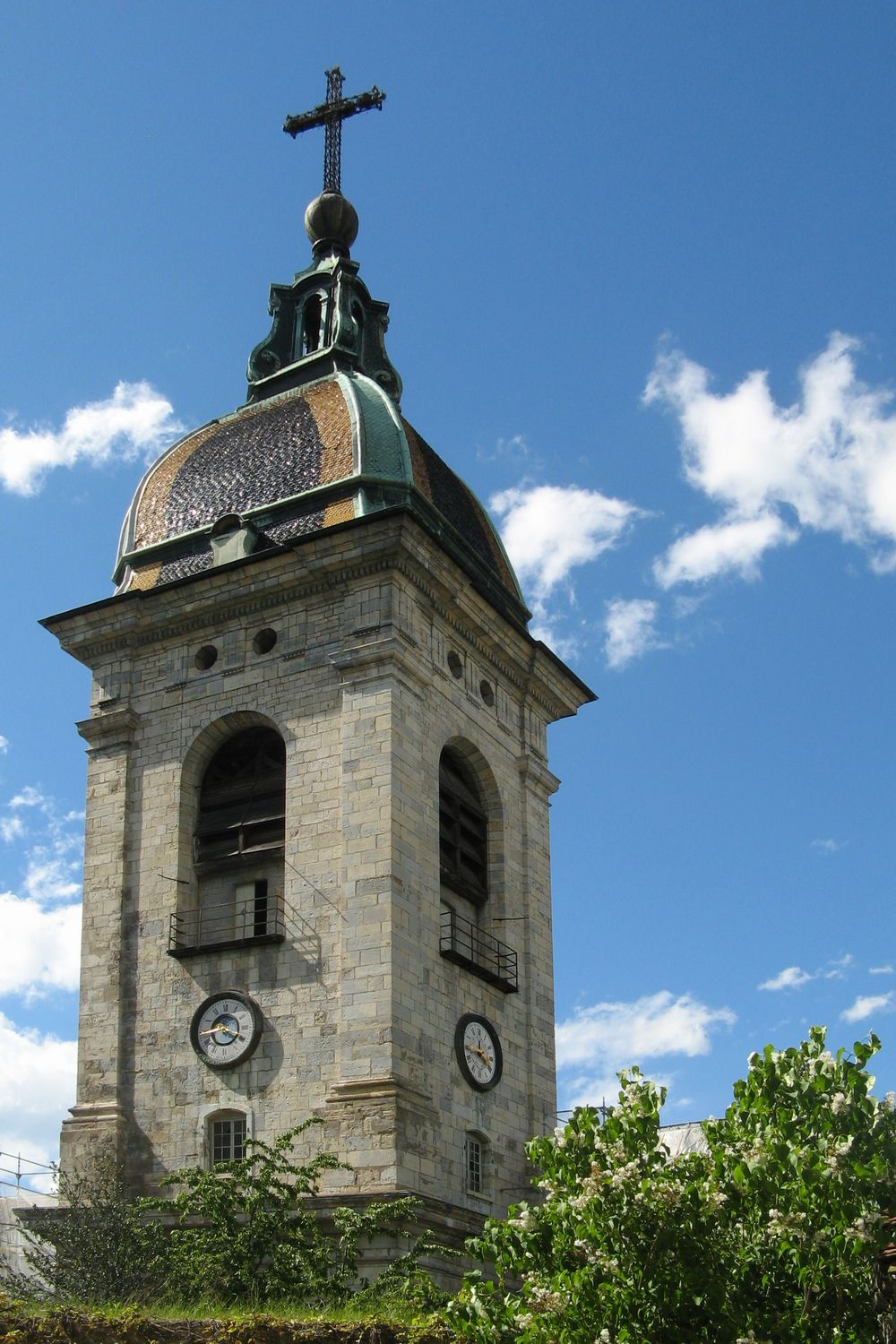
Glocken- und Uhrturm
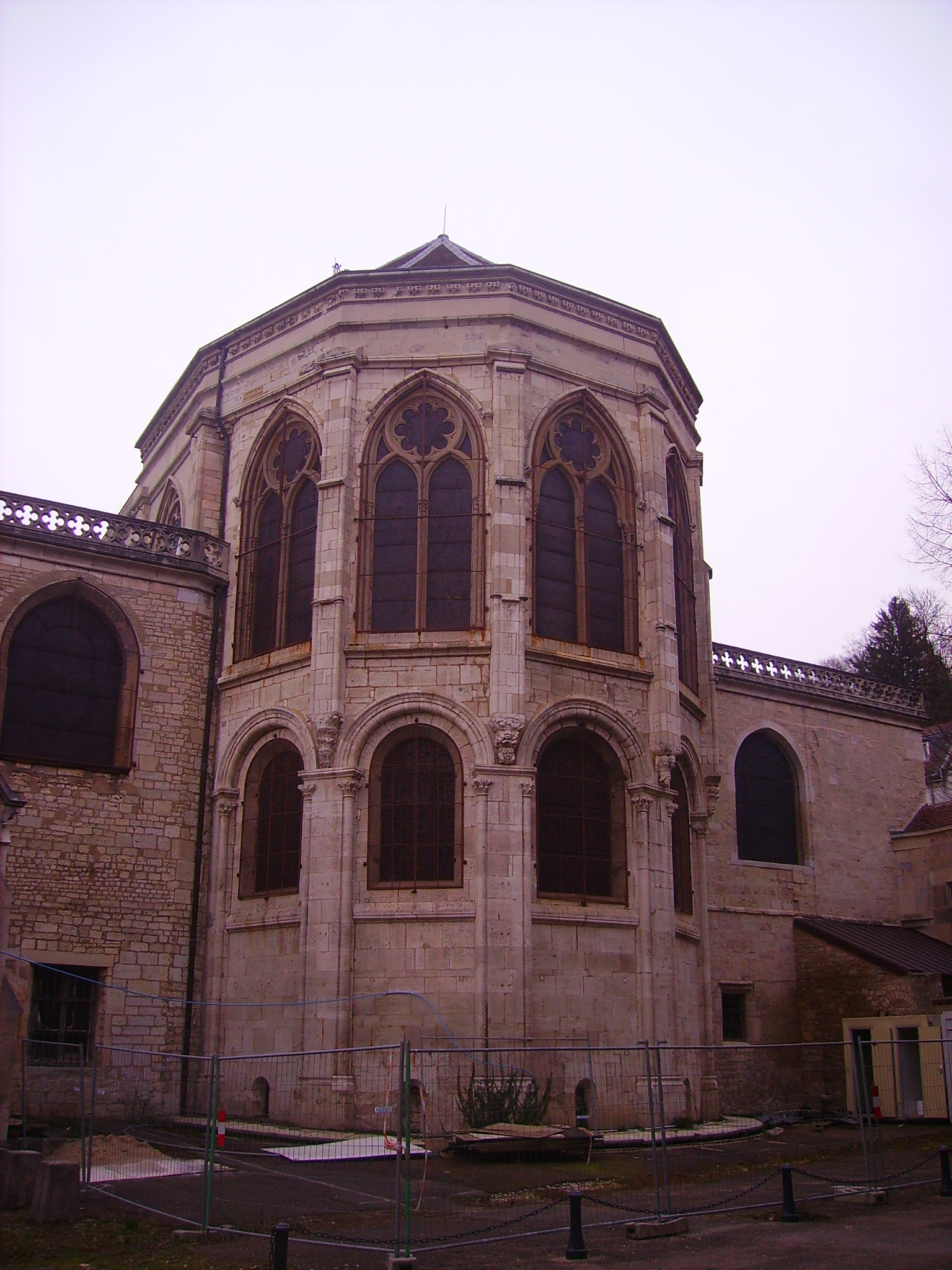
Chor
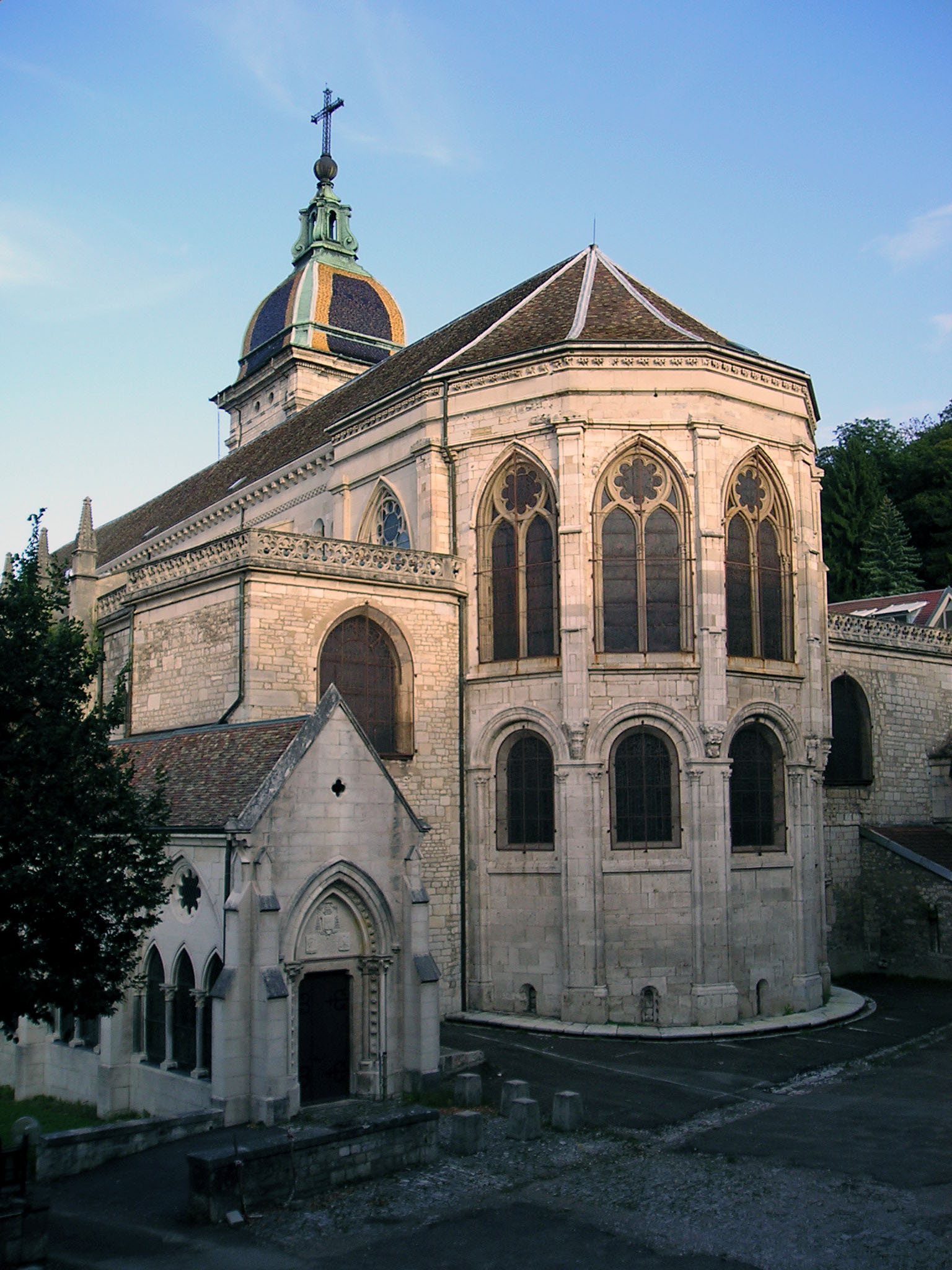
Seitenansicht
Grundriss

## Ausstattung

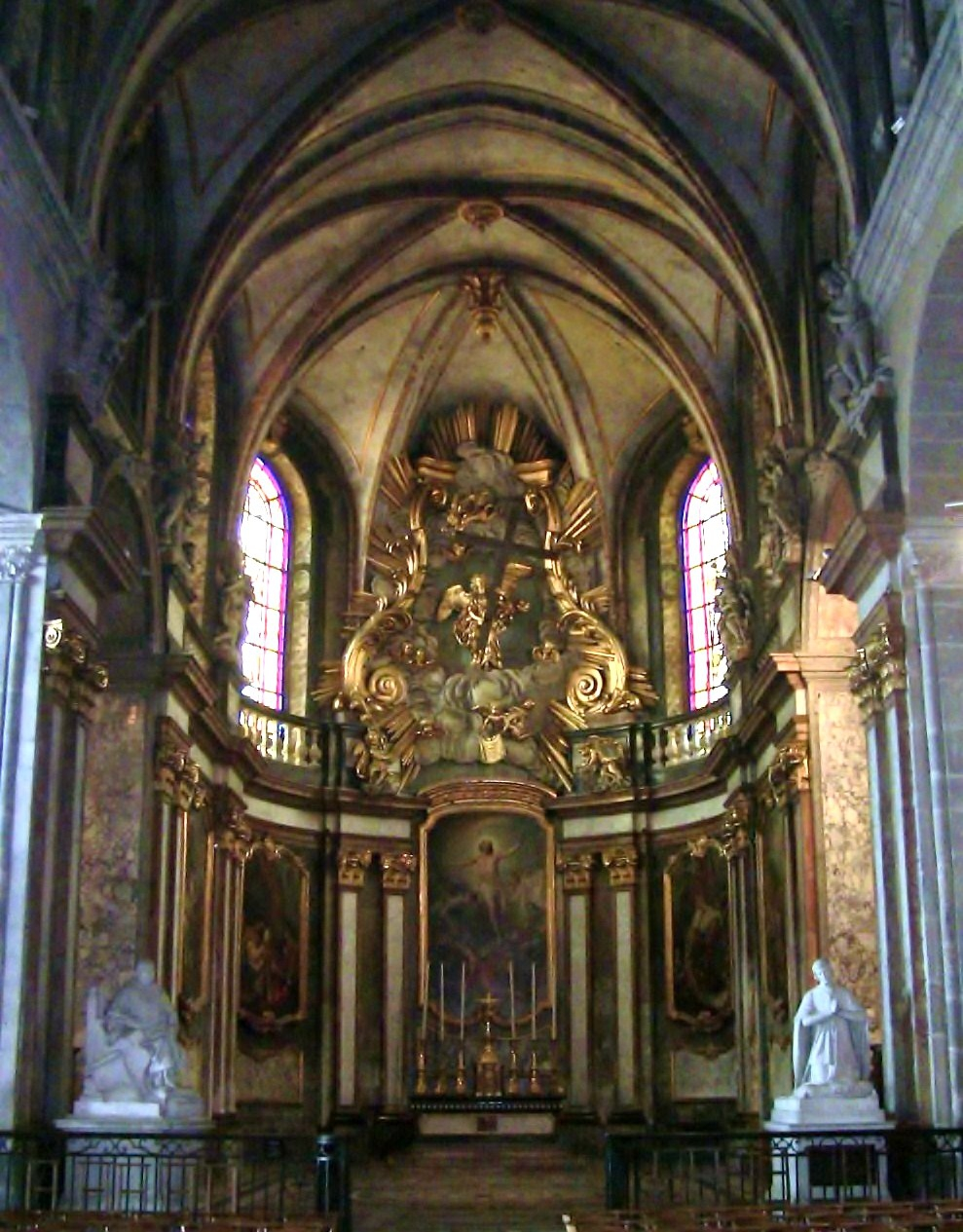
Blick durch den Kirchenraum

In der Kathedrale befinden sich mehrere wertvolle Gemälde wie Maria mit Heiligen und dem Stifter Jean Carandolet von Fra Bartolommeo. In der Kathedrale steht auch eine unvollendete Alabaster-Pietà des Künstlers Conrat Meit aus dem 16. Jahrhundert.

### Astronomische Uhr
Der Uhrturm beherbergt eine astronomische Uhr von Auguste-Lucien Vérité, die aus Tausenden von beweglichen Teilen besteht und über mehrere animierte Funktionen verfügt.

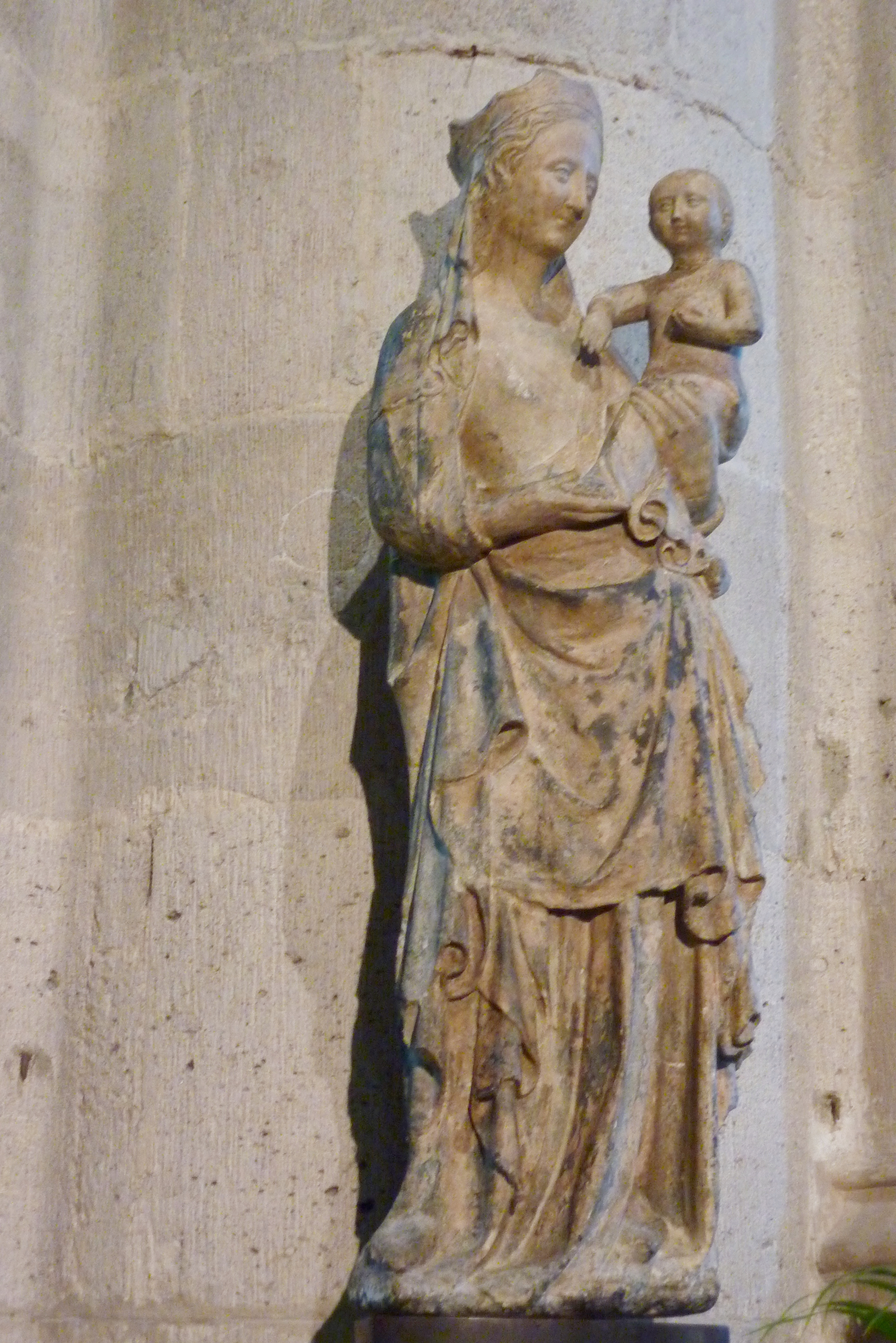
Madonna mit Kind
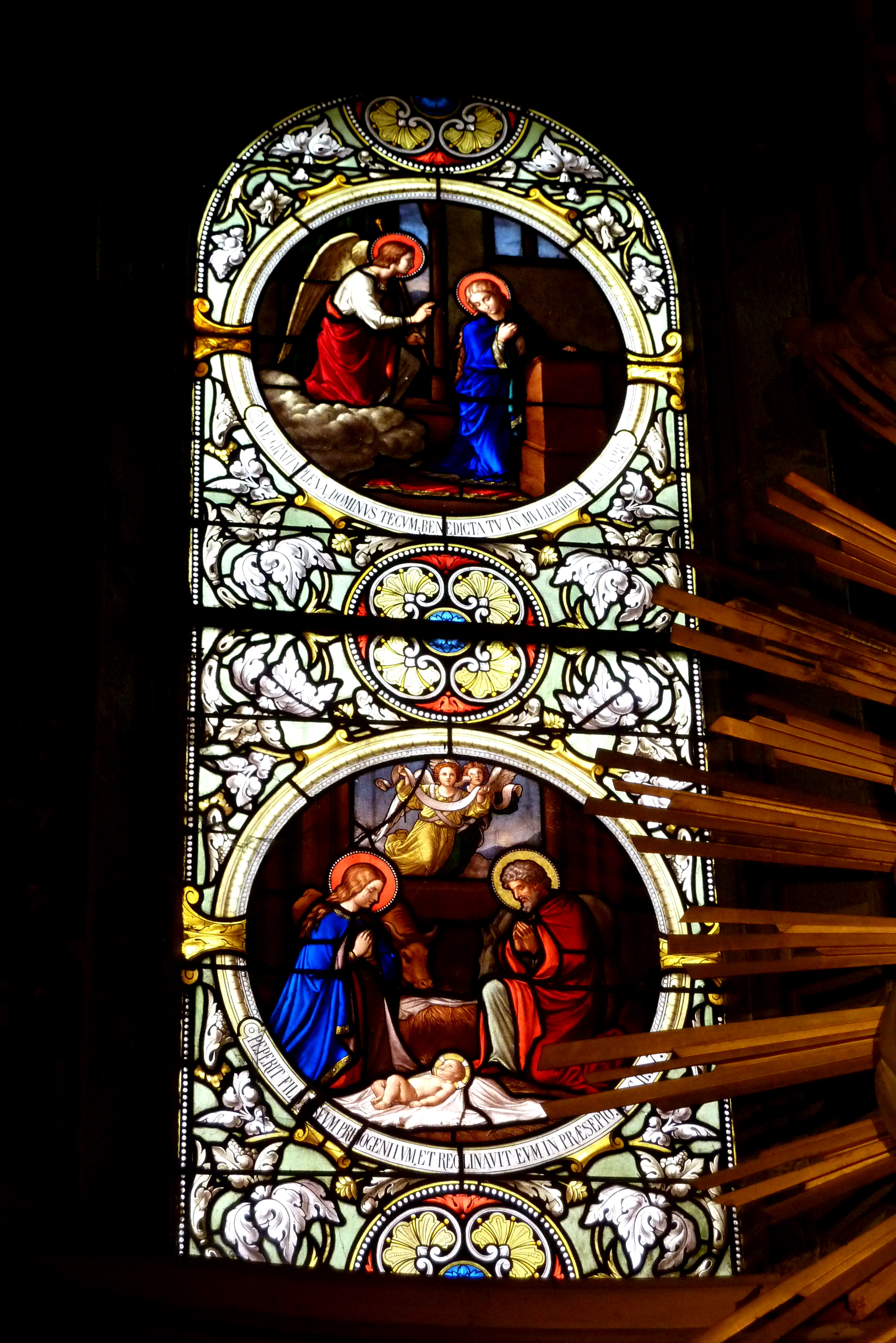
Bleiglasfenster
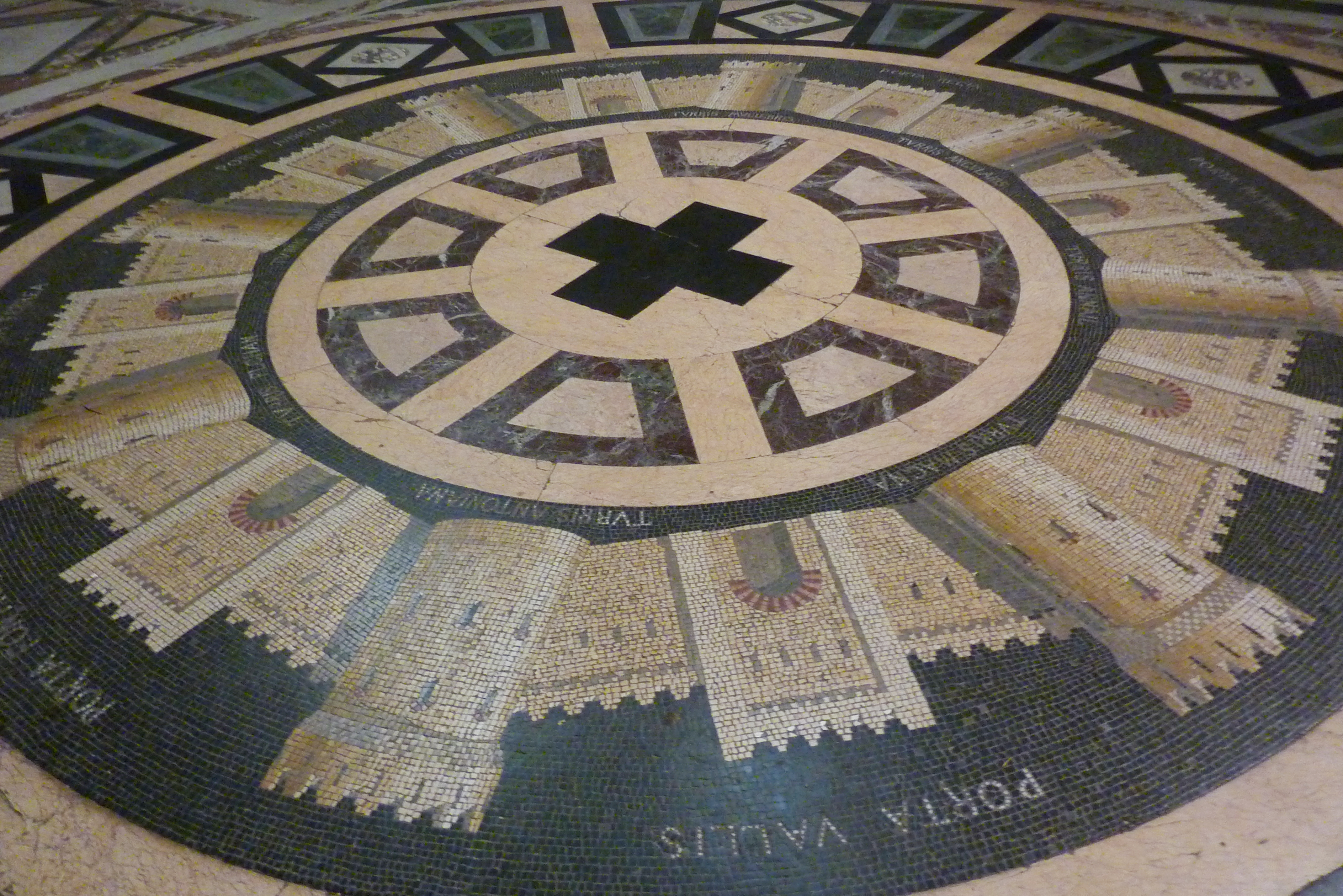
Bodenmosaik
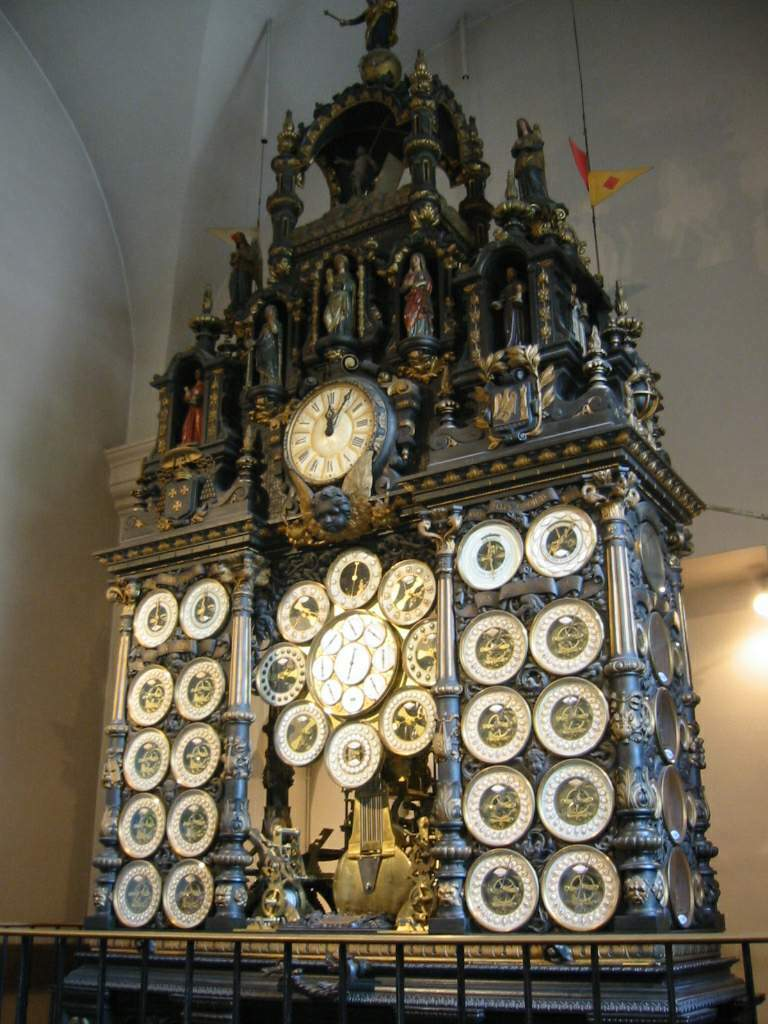
Astronomische Uhr

### Orgeln
Die Kathedrale beherbergt zwei Orgeln: Die ältere Chororgel wurde im Jahre 1764 von dem Orgelbauer Karl Joseph Riepp erbaut. Das Instrument hat 22 Register auf zwei Manualen und Pedal, die Spiel- und Registertrakturen sind mechanisch. Die Hauptorgel wurde im Jahre 1987 von dem Orgelbauer Danion-Gonzales erbaut. Das Schleifladen-Instrument hat 45 Register auf vier Manualen und Pedal. Die Spieltrakturen sind mechanisch, die Registertrakturen sind elektrisch.
| I Grand Orgue C–g3 |                |     |
| 1.                 | Montre         | 16′ |
| 2.                 | Montre         | 8′  |
| 3.                 | Flûte à fuseau | 8′  |
| 4.                 | Prestant       | 4′  |
| 5.                 | Doublette      | 2′  |
| 6.                 | Cornet V       | 8′  |
| 7.                 | Fourniture V   |     |
| 8.                 | Cymbale IV     |     |
| 9.                 | Trompette      | 8′  |
| 10.                | Clairon        | 4′  |

| II Positif de Dos C–g3 |              |        |
| 11.                    | Montre       | 8′     |
| 12.                    | Bourdon      | 8′     |
| 13.                    | Prestant     | 4′     |
| 14.                    | Flûte        | 4′     |
| 15.                    | Nazard       | 2 ⁄3′  |
| 16.                    | Doublette    | 2′     |
| 17.                    | Tierce       | 1 3⁄5′ |
| 18.                    | Larigot      | 1 ⁄3′  |
| 19.                    | Plein Jeu IV |        |
| 20.                    | Trompette    | 8′     |
| 21.                    | Cromorne     | 8′     |

| III Récit expressif C–g3 |              |    |
| 22.                      | Cor de nuit  | 8′ |
| 23.                      | Gambe        | 8′ |
| 24.                      | Voix céleste | 8′ |
| 25.                      | Prestant     | 4′ |
| 26.                      | Doublette    | 2′ |
| 27.                      | Cornet V     | 8′ |
| 28.                      | Plein Jeu IV |    |
| 29.                      | Cymbale IV   |    |

| IV Résonnance C–g3 |              |        |
| 30.                | Bourdon      | 16′    |
| 31.                | Bourdon      | 8′     |
| 32.                | Flûte        | 4′     |
| 33.                | Nazard       | 2 ⁄3′  |
| 34.                | Quarte       | 2′     |
| 35.                | Tierce       | 1 3⁄5′ |
| 36.                | Piccolo      | 1′     |
| 37.                | Voix humaine | 8′     |

| Pédale C–f1 |               |     |
| 38.         | Principal     | 16′ |
| 39.         | Soubasse      | 16′ |
| 40.         | Principal     | 8′  |
| 41.         | Prestant      | 4′  |
| 42.         | Fourniture VI |     |
| 43.         | Bombarde      | 16′ |
| 44.         | Trompette     | 8′  |
| 45.         | Clairon       | 4′  |

## In der Kathedrale bestattete Persönlichkeiten
- Wilhelm I. (Burgund) (1020–1087), Graf von Burgund und Mâcon
- Nicolas Perrenot de Granvelle (1484–1550), Jurist und Politiker
- Antoine Perrenot de Granvelle (1517–1586), Kardinal und Politiker
- Louis William Valentine DuBourg (1766–1833), Erzbischof von Besançon
- Louis-François-Auguste de Rohan-Chabot (1788–1833), Erzbischof von Besançon
- Charles-Henri-Joseph Binet (1869–1936), Erzbischof von Besançon
- Maurice-Louis Dubourg (1878–1954), Erzbischof von Besançon
- Marc-Armand Lallier (1906–1988), Erzbischof von Besançon